# Obdulia Luna
Obdulia Romelia Luna Luna (?-1980) fue la primera mujer ecuatoriana en obtener el título de abogada.
Se graduó el 15 de junio de 1928 en la Universidad de Guayaquil. El jurado examinador estuvo liderado por Carlos Alberto Arroyo del Río, decano de la facultad de derecho y futuro presidente del país. Posteriormente trabajó como secretaria de la primera Sala de la Corte Superior de Justicia de Guayaquil.
Una calle en Quito está nombrada en su honor.